# Rheinmetall RMG 7.62
El Rheinmetall RMG 7.62 es una ametralladora en desarrollo por Rheinmetall Defense. El arma viene con 3 cañones giratorios para reducir el sobrecalentamiento y la erosión durante un tiroteo.

## Visión general
El RMG 7.62 es un desarrollo del  MG3, diseñado como un arma montada en un vehículo donde cambiar el cañón sobrecalentado sería un problema. Al igual que el MG3, es un arma accionada por retroceso que dispara a aproximadamente 800 rpm y utiliza la alimentación por correa del MG3. El arma viene con un grupo de 3 cañones que cambian cuando se sobrecalienta dejando que el cañón previamente alineado se enfríe. Esta no es un arma giratoria como la  Minigun, aunque parece ser uno externamente.